# Maria Kvitka
Maria Kvitka  (en ukrainien : Марія Квітка), née le 21 septembre 1992 à Korsoun-Chevtchenkivsky est une artiste ukrainienne, chanteuse, compositrice, actrice.

## Biographie
Maria a fait ses études à l'université nationale Taras-Chevtchenko de Kiev, puis elle a travaillé pour le musée Ivan-Honchar. Elle est connue pour avoir gagné The Voice of Ukraine en 2022 avec Oh! Une colombe grise volait et avoir participé à plusieurs films :
- Le Serment de Pamfir, costumière[2] ;
- Cossack Noir (Чорний козак), 2018, actrice[3] ;
- Corbeau noir (Чорний ворон), 2019, costumière[4] ;
- Héritage de mariage (Весільний спадок), 2020, chanteuse, scénariste et compositrice[5].